# Eton (Berkshire)
Eton è una città del Regno Unito, situata nel Berkshire, in Inghilterra.

## Geografia e storia
Si trova sulla riva sinistra del Tamigi, di fronte a Windsor (che sorge sulla riva opposta), a cui è collegata tramite il Windsor Bridge. In passato Eton faceva parte della contea del Buckinghamshire, ma nel 1974 venne inglobata nel Berkshire. Dal 1998 è inclusa nell'autorità unitaria di Windsor and Maidenhead.
Eton, città in cui nacque il matematico William Oughtred, è particolarmente famosa in quanto sede dell'Eton college, prestigiosa scuola superiore privata inglese.